# Feel the Fire
Albums de Overkill
Power In Black
(1984) Taking Over
(1987)
Feel The Fire est le premier album d'Overkill sorti en 1985. Il est encore très chargé des influences heavy metal (en particulier la NWOBHM) et punk du groupe, avec des vocaux assez proches de ceux de Rob Halford du groupe Judas Priest. Dopé d'une énergie fulgurante, l'album séduira les fans de thrash metal, notamment grâce aux titres Rotten To The Core et Blood And Iron.

## Titres
1. "Raise the Dead" – 4:16
2. "Rotten to the Core" – 4:56
3. "There's No Tomorrow" – 3:18
4. "Second Son" – 3:50
5. "Hammerhead" – 3:56
6. "Feel the Fire" – 5:48
7. "Blood and Iron" – 2:35
8. "Kill at Command" – 4:42
9. "Overkill" – 3:20
10. "Sonic Reducer" – 2:50

## Formation
- Rat Skates – batterie
- Bobby "Blitz" Ellsworth – chant
- D.D. Verni – bass
- Bobby Gustafson – guitare